# Zamek w Dreźnie
Zamek Rezydencyjny (niem. Residenzschloß) – zamek książąt Saksonii, przykład sztuki renesansowej i barokowej, znajdujący się na Starym Mieście w Dreźnie.
Obecny zamek ma 800-letnią tradycję. Już w wieku XII, kiedy przodującą rolę odgrywała siedziba w Miśni, istniał tutaj niewielki zamek, o czym świadczą fundamenty znajdujące się pod główną wieżą. W 1382 roku powiększono rezydencję, w 1471 wzniesiono obecne skrzydło zachodnie. Gdy Drezno stało się w 1485 roku stałą rezydencją władców, nastąpiła przebudowa średniowiecznego zamku w budowlę renesansową. W 1530 roku na wysokości bramy północnej został wzniesiony reprezentacyjny zamek mieszkalny, którego budowę zlecił książę Jerzy Brodaty. Dlatego też ta część kompleksu nazywana jest dzisiaj budowlą Jerzego zaś wejście do budowli znane jest jako brama Jerzego. W 1547 roku zamek został ponownie rozbudowany w stylu renesansowym. Hans i Bastian Kramer stworzyli nazwaną później tzw. budowlę Moryca oraz pozostałe skrzydła wokół dziedzińca.
W 1701 r. zamek częściowo spłonął. Do odbudowy August II Mocny zatrudnił znanych architektów i artystów, wśród nich twórcę Zwingeru – Matthäus Daniel Pöppelmann. Wraz z Raymondem Leplatem i Johannem Melchiorem Dinglingerem stworzyli oni galerię sztuki niem. Grünes Gewölbe (pol. Zielone sklepienie), której nazwa pochodziła od barwy, na którą pomalowano ściany pomieszczeń – malachitowej zieleni.
W nocy z 13 na 14 lutego 1945, w czasie alianckiego nalotu dywanowego na Drezno, zamek został zbombardowany i spłonął. Kilkufazowa odbudowa trwała do 2004, kiedy zamek udostępniono zwiedzającym.